# Mastacembelus kakrimensis
Mastacembelus kakrimensis är en fiskart som beskrevs av Emmanuel Vreven och Guy G. Teugels 2005. Mastacembelus kakrimensis ingår i släktet Mastacembelus och familjen Mastacembelidae. Inga underarter finns listade i Catalogue of Life.